# NGC 2501
NGC 2501 est une galaxie lenticulaire située dans la constellation de la Poupe. NGC 2501 a été découverte par l'astronome britannique John Herschel en 1836.

## Caractéristiques
Sa vitesse par rapport au fond diffus cosmologique est de 2 413 ± 18 km/s, ce qui correspond à une distance de Hubble de 35,59 ± 2,51 Mpc (∼116 millions d'al).
NGC 2501 présente une large raie HI.

## Supernova
La supernova SN 2014dv a été découverte dans NGC 2501 le 17 novembre 2014 par Zheng et Filippenko dans le cadre du programme LOSS (Lick Observatory Supernova Search) de l'observatoire Lick. Cette supernova était de type Ia.